# Llista de monuments de Bunyola
Llista de monuments de Bunyola catalogats pel consell insular de Mallorca com a Béns d'Interès Cultural en la categoria de monuments pel seu interès històric, artístic, arquitectònic, arqueològic, històric-industrial, etnològic, social, científic o tècnic.
| Monument                                                         | Tipus                | Localització                  | Coordenades                                          | Codi?         | Imatge |
| ---------------------------------------------------------------- | -------------------- | ----------------------------- | ---------------------------------------------------- | ------------- | --- |
| Creu dels Llevadossos                                            | Creus de terme       | Bunyola Orient                | 39° 44′ 05″ N, 2° 45′ 41″ E / 39.73483°N,2.761288°E  | RI-51-0010264 | Carregueu una nova foto d'aquest monument                                                                                            |
| Sa Creu                                                          | Creus de terme       | Bunyola Carrer de Sant Pere   | 39° 41′ 50″ N, 2° 41′ 54″ E / 39.697098°N,2.698347°E | RI-51-0010265 | Carregueu una nova foto d'aquest monument                                                                                            |
| Cases de Raixa                                                   | Edif. residencials   | Bunyola                       | 39° 40′ 50″ N, 2° 40′ 23″ E / 39.680448°N,2.67296°E  | RI-51-0007343 | Cases de Raixa (Bunyola) · Vegeu més fotos d'aquest monument · Carregueu una nova foto d'aquest monument                             |
| Coma-sema                                                        | Arq. defensiva       | Bunyola Camí d'Orient a Lluc  | 39° 45′ 13″ N, 2° 46′ 34″ E / 39.75361°N,2.776193°E  | RI-51-0008361 | Coma-sema (Bunyola) · Vegeu més fotos d'aquest monument · Carregueu una nova foto d'aquest monument                                  |
| Cases del Rei Sanxo                                              | Arq. defensiva       | Bunyola Dins la finca Es Teix | 39° 43′ 47″ N, 2° 40′ 19″ E / 39.729706°N,2.671973°E | RI-51-0008362 | Carregueu una nova foto d'aquest monument                                                                                            |
| Jardins d'Alfàbia                                                | Jardins històrics    | Bunyola                       | 39° 42′ 59″ N, 2° 41′ 33″ E / 39.716397°N,2.692540°E | RI-52-0000031 | Jardins d'Alfàbia (Bunyola) · Vegeu més fotos d'aquest monument · Carregueu una nova foto d'aquest monument                          |
| Orient                                                           | Conjunt urbà         | Bunyola                       | 39° 44′ 05″ N, 2° 45′ 35″ E / 39.734792°N,2.759736°E | RI-53-0000661 | Orient (Bunyola) · Vegeu més fotos d'aquest monument · Carregueu una nova foto d'aquest monument                                     |
| Turó fortificat de Cals Reis / Sa Talaia                         | Monument arqueològic | Bunyola                       | 39° 43′ 42″ N, 2° 45′ 56″ E / 39.728344°N,2.765511°E | RI-51-0001822 | Carregueu una nova foto d'aquest monument                                                                                            |
| Restes prehistòriques de Cals Reis / Ses Coves                   | Monument arqueològic | Bunyola                       | 39° 43′ 57″ N, 2° 45′ 37″ E / 39.732549°N,2.760268°E | RI-51-0001823 | Carregueu una nova foto d'aquest monument                                                                                            |
| Restes prehistòriques des Castellet                              | Monument arqueològic | Bunyola                       | 39° 41′ 49″ N, 2° 42′ 13″ E / 39.696946°N,2.703695°E | RI-51-0001824 | Carregueu una nova foto d'aquest monument                                                                                            |
| Talaiot de Coma-sema / Es Pins de sa Bassa                       | Monument arqueològic | Bunyola                       | 39° 45′ 31″ N, 2° 46′ 52″ E / 39.758738°N,2.781075°E | RI-51-0001825 | Talaiot de Coma-sema / Es Pins de sa Bassa (Bunyola) · Vegeu més fotos d'aquest monument · Carregueu una nova foto d'aquest monument |
| Habitació prehistòrica de Coma-sema / S'Era Vella                | Monument arqueològic | Bunyola                       |                                                      | RI-51-0001826 | Carregueu una nova foto d'aquest monument                                                                                            |
| Talaiot des Pujol                                                | Monument arqueològic | Bunyola                       | 39° 44′ 01″ N, 2° 44′ 43″ E / 39.733527°N,2.745328°E | RI-51-0001827 | Carregueu una nova foto d'aquest monument                                                                                            |
| Restes prehistòriques de Son Palou / Es Porxo des Porcs des Bosc | Monument arqueològic | Bunyola                       | 39° 44′ 18″ N, 2° 45′ 00″ E / 39.738222°N,2.749862°E | RI-51-0001828 | Carregueu una nova foto d'aquest monument                                                                                            |
| Restes prehistòriques de Son Palou / Forn de calç des Bosc       | Monument arqueològic | Bunyola                       | 39° 44′ 21″ N, 2° 45′ 09″ E / 39.739038°N,2.752415°E | RI-51-0001829 | Carregueu una nova foto d'aquest monument                                                                                            |
| Talaiot de Son Perot / Sa Llegitima                              | Monument arqueològic | Bunyola                       | 39° 43′ 59″ N, 2° 44′ 09″ E / 39.733145°N,2.735760°E | RI-51-0001830 | Carregueu una nova foto d'aquest monument                                                                                            |
| Restes prehistòriques de Son Vidal / Es Tancat                   | Monument arqueològic | Bunyola                       | 39° 44′ 21″ N, 2° 45′ 37″ E / 39.739145°N,2.760234°E | RI-51-0001831 | Carregueu una nova foto d'aquest monument                                                                                            |